# District de Melun
Le district de Melun est une ancienne division territoriale française du département de Seine-et-Marne de 1790 à 1795.
Il était composé des cantons de Melun, Boissise-la-Bertrand, Brie-sur-Hierres, le Châtelet, Fontainebleau, Mormant, Perthes et Tournan.

## Galerie

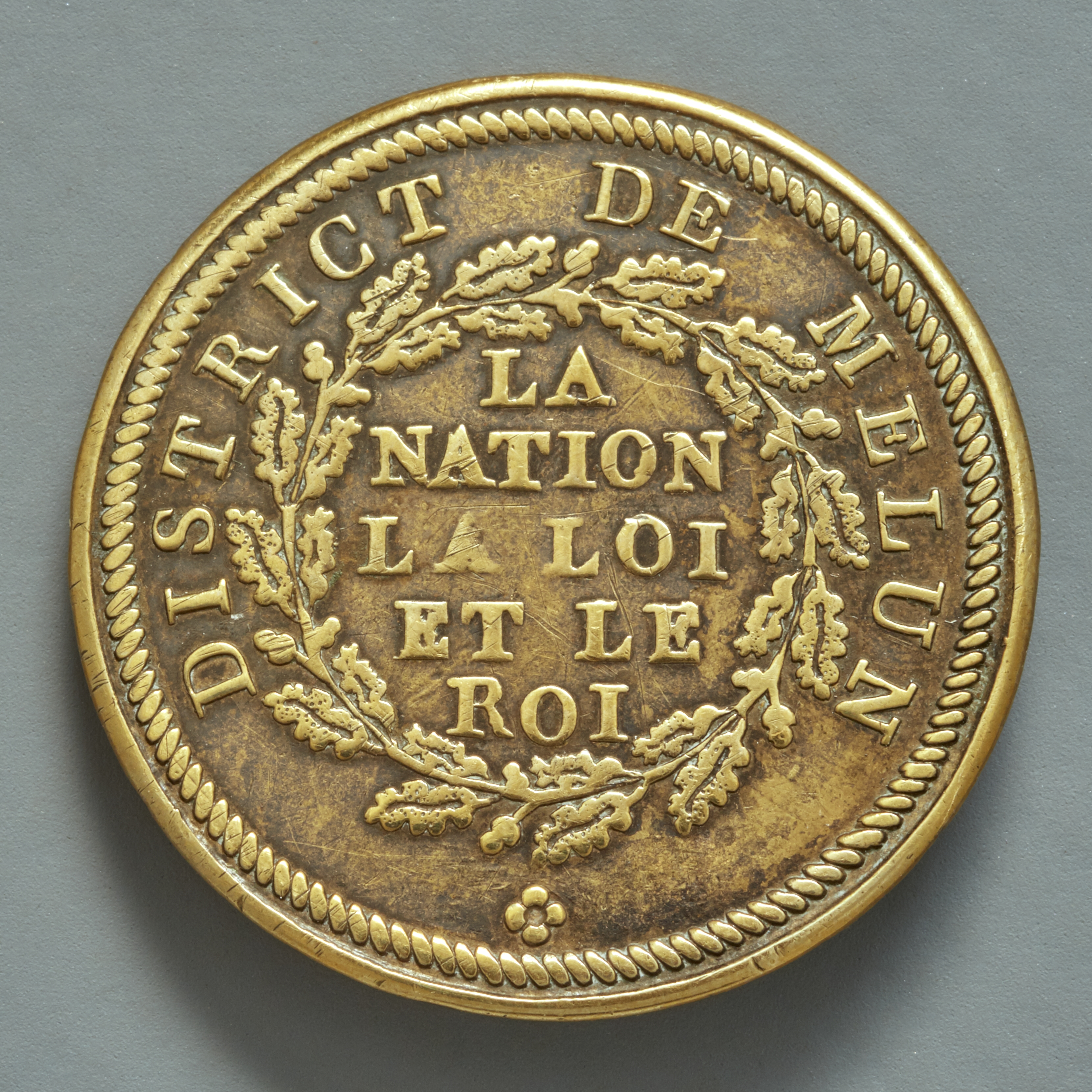
Bouton (musée Carnavalet)